# Ребро Адама (фильм, 1923)
«Ребро Адама» (англ. Adam's Rib) — американский немой фильм 1923 года, один из редких примеров работы Сесила Б. Демилля в жанре комедии с элементами мелодрамы.

## Сюжет
В основе истории — любовные приключения мужчин и женщин. Бизнесмен Майкл Рэмси (Милтон Силлс), начинает пренебрегать женой (Анна Нилссон) из-за работы. Спекуляции и рост доходов для него важнее одиночества жены. Последняя, в свою очередь, ищет развлечений и начинает роман с неким Яромиром (Теодор Кослофф), изгнанным королём небольшой балканской страны Морании, который ожидает возвращения ему трона. Чтобы избежать скандала и снять подозрение с матери, дочь Рэмси, Матильда (Полин Гарон), заявляет, что Яромир был её любовником. 
Но сама Матильда безумно влюблена в профессора Натана Рида (Эллиотт Декстер), который предпочитает изучать науку, а не женский пол. Несмотря на вмешательство дочери, ситуация угрожает выйти из-под контроля. Но в последний момент всё меняется к всеобщей выгоде: почти разорившийся Майкл Рэмси заключает удачную сделку, рассчитывая на скорое возвращение в Моранию короля, король действительно возвращается в Моранию, а покинутая жена — к мужу. Матильда получает, наконец, своего профессора.

## В ролях
- Милтон Силлс — Майкл Рэмси
- Эллиотт Декстер — профессор Натан Риди
- Теодор Кослофф — Яромин XIII, свергнутый король Морании
- Анна Нилссон — жена Майкла Рэмси
- Полин Гарон — Матильда Рэмси
- Джулия Фай — The Mischievous One
- Кларенс Джелдарт — Джеймс Килкенна
- Робер Брауэр — Хьюго Кермайер
- Форрест Робинсон — Крамер
- Джино Коррадо — лейтенант Брасчек
- Уэджвуд Науэлл — секретарь министра
- Кларенс Бертон — пещерный человек

## Производство
Фильм снимался во второй половине 1922 года в Чикаго и стоил около 400 000 долларов. В широкий прокат в США от вышел 24 Сентябрь 1923 года. В октябре 1924 года он демонстрировался в Австрии, почти одновременно с более поздним фильмом Демилля «Триумф». 
В создании декораций участвовал А. Арнольд Гиллеспи. Костюмы подготовила Клэр Уэст. 

## Сборы и отзывы
К 31 декабря 1923 года фильм собрал в американском прокате 248,3 тыс. долларов.
Австрийский критик газеты Neue Freie Presse назвал фильм опереточным и отметил множество шаблонных моментов и излишнюю мимику актёров.
В 1989 году, в седьмом издании Halliwell’s Film Guide, фильм был отнесён к редкому для Демилля жанру мелодрамы и охарактеризован как неинтересный для современного поколения.

## Сохранение
Копия фильма хранится в архиве Музее Джорджа Истмана в Нью-Йорке.